# Microvelia paludicola
Microvelia paludicola är en insektsart som beskrevs av Champion 1898. Microvelia paludicola ingår i släktet Microvelia och familjen vattenlöpare. Inga underarter finns listade i Catalogue of Life.